# جامع قضيب البان
جامع ومرقد قضيب البان هو جامع تاريخي من مساجد العراق الأثرية، ويقع خارج باب سنجار في محافظة نينوى، وسمي نسبة للشيخ قضيب البان (471 - 573 هـ/ 1079 - 1177م)، لأن المسجد كان في أول بناؤه مرقداً لهُ، وهو أحد شيوخ الصوفية في مدينة الموصل، وكان المرقد هو رباط يسكن بهِ في حياتهِ ويعتزل الناس ودفن فيهِ بعد موتهِ، وسمي مقام الشيخ قضيب البان الموصلي، وهو أبو عبد الله الحسين بن عيسى بن يحيى بن علي الموصلي، وفي جامعة بغداد يوجد مخطوط (برقم 541) لأبي ربيعة عيسى الحسني الموصلي باسم «جوهرة البيان في نسب السيد قضيب البان».، ولم يعرف بسند صحيح صحة نسبه العلوي أو العربي وورد في سند ضعيف أيضاً بأن الصوفي قضيب البان لم يكن عربياً بل كان من الأكراد، وقال الباحث عبد الرحمن مزوري: (والشيخ قضيب البان الكردي الموصلي: إذ هو عند (ابن الفوطي) أبو علي عمر بن محمد الكردي الموصلي الزاهد).

## تاريخ بناء المسجد
في عام 1123هـ/1711م، هدم الجامع ثم أعيد بناؤه من قبل أحمد بن صالح، وفي عام 1377هـ/ 1957م هدمت مديرية الأوقاف العامة ما تبقى من البناء الأثري وبنت على أرضهِ مسجداً وجامعاً كبيراًوصارت مساحة الجامع 1720 متر مربع، بينما بلغت مساحة المصلى 240 متر مربع، وللمصلى محراب واحد مبني من حجر المرمر، ولهُ منبر من الحجر أيضاً، ولحرم المصلى ثلاثة أبواب خالية من الزخارف، وتعلو الحرم قبة كبيرة ولم تبنى لهُ منارة ووضعت أعلاه مئذنة عالية على شكل برج من الحديد.

## تحطيم وتفجير الجامع
في عام 2014 أقدم مسلحوا داعش على تفخيخ وتفجير الجامع بكامله والذي يحتوي على مرقد قضيب البان وذلك في حملة منظمة شنها التنظيم لهدم وتفجير المراقد والأضرحة التاريخية في الموصل.